# 이상진 (1919년)
이상진(李尙振, 1919년 ~ ?)은 일제강점기와 대한민국 건국 초기의 군인이다.

## 생애
간도 출신으로 룽징에서 자랐다. 만주의 신경군관학교를 제2기로 졸업한 뒤 만주군 장교로 복무했다. 박정희와는 신경군관학교 동기생이다.
태평양 전쟁이 종전되었을 때 만주군 중위였다. 일본 제국의 패망으로 한반도에서 군정기가 시작되자 미군정 지역으로 들어왔고, 군사영어학교를 졸업하고 대한민국 국군 창군 과정부터 참여하였다. 이때 원용덕과 신경군관학교 동기생이었던 이병주, 박정희 등과 함께 만주군 인맥을 형성하였다.
만주에서 미군정 지역으로 조금 늦게 들어온 박정희는 육군사관학교를 졸업하고 이무렵 춘천 8연대에서 복무하며 동기생인 이상진과 가깝게 지냈다.이후 이병주와 함께 남조선로동당에 가입하여 좌익 장교로 활동하였다. 이상진은 1947년에 강원도 춘천에서 8연대 부연대장으로 복무했으며, 이때 8연대가 남로당 계열의 소굴이었다는 증언과 함께 8연대에 복무하던 박정희도 이상진에게 포섭되었을 가능성이 있다는 추정이 있다.
여순 14연대 반란사건을 전후하여 대한민국 국군의 남로당 장교들이 대거 제거되었을 때 체포되어 숙청되었다.  당시 계급은 소령이었다. 이상진은 2연대에서 군수과장을 지내면서 연대장 김종석과 함께 군수품을 빼돌려 남로당에 지원한 것으로 보도되었고, 숙군 초기에 김창룡에게 체포되었다.
이때 만주군 출신 남로당 인맥 가운데 이병주가 함께 숙청되고 최남근은 사형당했으며, 박정희는 백선엽의 도움으로 살아났다. 이상진과 함께 체포된 김종석도 총살되었다. 이상진은 처형은 면했으나, 장기형을 선고받고 수감된 뒤 한국 전쟁을 거치며 사망했다는 증언도 있다.
2008년 민족문제연구소가 발표한 친일인명사전 수록예정자 명단 중 군 부문에 선정되었다.

## 학력
- 만주국 신징 군관학교
- 대한민국 군사영어학교 1기
- 조선경비보병학교 졸업